# Cervià de les Garrigues
Cervià de les Garrigues là một đô thị trong tỉnh Lleida, cộng đồng tự trị Catalonia Tây Ban Nha. Đô thị Cervià de les Garrigues có diện tích là ki-lô-mét vuông, dân số năm 2009 là người với mật độ người/km². Đô thị Cervià de les Garrigues có cự ly km so với tỉnh lỵ Lleida.